# Искробольское
Искробольское — озеро в Некрасовском районе Ярославской области России. Из озера вытекает протока в реку Ешка. Площадь водоёма — 0,6 км². Имеет круглую форму. Ближайшие населённые пункты (сельские): на севере Тимонино и Искробол, на юге Бор и Хребтово.

## Данные водного реестра
По данным государственного водного реестра России относится к Верхневолжскому бассейновому округу, водохозяйственный участок реки — Волга от Рыбинского гидроузла до города Кострома, без реки Кострома от истока до водомерного поста у деревни Исады, речной подбассейн реки — Волга ниже Рыбинского водохранилища до впадения Оки. Речной бассейн реки — (Верхняя) Волга до Куйбышевского водохранилища (без бассейна Оки).
Код объекта в государственном водном реестре — 8010300211110000005757.